# Gran Premio della Liberazione
De Gran Premio della Liberazione is een wielerwedstrijd die jaarlijks wordt verreden op een parcours rondom de Thermen van Caracalla in Rome, Italië. De wedstrijd wordt sinds de eerste verjaardag van bevrijdingsdag op 25 april in 1946, ter herdenking van de val van de Italiaanse Sociale Republiek, georganiseerd.
Van 1946-1988 was er alleen een amateurkoers voor de mannen, vanaf 1989 werd er ook een editie voor vrouwen elite (met een onderbreking van 2013-2015) onder deze naam georganiseerd. Vanaf 2020 nam Terenzi Sport Eventi de organisatie van beide wedstrijden op zich.

## Mannen
De wedstrijd voor de mannen betrof van 1946-2004 een amateurwedstrijd, sinds 2005 maakt de koers onderdeel uit van de UCI Europe Tour, met classificatie van 1.2U, wat betekent dat er enkel wielrenners onder de 23 jaar (beloften) mogen deelnemen. De editie van 2020 werd geannuleerd vanwege de coronapandemie.
De eerste edities was Corriere dello Sport mede-organisator, hierna werd de organisatie overgenomen door Gruppo Sportivo l'Unita, een initiatief van de krant L'Unita welke op zijn beurt de organisatie overdroeg aan Velo Club Primavera Ciclistica (ook de organisatoren van de Giro delle Regioni die aansluitend van 26 april tot en met 1 mei werd georganiseerd) en die dit tot 2018 bleven doen. In 2019 stonden de wedstrijden niet op de kalender.
Bekende winnaars zijn onder meer Matthew Goss, Sacha Modolo en Matteo Trentin.

### Meervoudige winnaars
| Overwinningen | Renner          | Jaren      |
| ------------- | --------------- | ---------- |
| 2             | Antonio Toniolo | 1962, 1963 |

### Overwinningen per land
| Overwinningen | Land                                                                 |
| ------------- | -------------------------------------------------------------------- |
| 53            | Italië                                                               |
| 4             | Sovjet-Unie                                                          |
| 3             | Duitsland                                                            |
| 2             | Australië, Denemarken, Polen, Rusland, Tsjechië, Verenigd Koninkrijk |
| 1             | Argentinië, Joegoslavië, Nederland, Slovenië, Spanje, Wit-Rusland    |

## Vrouwen
De wedstrijd werd oorspronkelijk als de Gran Premio della Liberazione georganiseerd in en rondom Crema in de regio Lombardije (Noord-Italië) als een nationale wedstrijd. Vanaf 1998 kreeg het een UCI-classificatie, sinds 2005 is dit 1.2. Nadat deze wedstrijd ter ziele ging na de editie van 2012, werd in 2016 een herstart gemaakt door de organisatoren van de mannenwedstrijd onder de noemer Gran Premio della Liberazione PINK met ook Rome als locatie. De edities van 2020 en 2021 werden vanwege de coronapandemie geannuleerd.
De Italiaanse Greta Zocca is recordhoudster met vier zeges. Meervoudig wereldkampioene Giorgia Bronzini won drie keer.

### Erelijst
| Jaar                                            | Winnares                 | Tweede                    | Derde                     |
| ----------------------------------------------- | ------------------------ | ------------------------- | ------------------------- |
| 1989                                            | Elisabetta Guazzaroni    | Elisabetta Fanton         | Maria Mosole              |
| 1990                                            | Elisabetta Guazzaroni    | Gabriella Pregnolato      | Luzia Zberg               |
| 1991                                            | Gabriella Pregnolato     | Marina Artomonova         | Lucia Pizzolotto          |
| 1992                                            | Elisabetta Fanton        | Gulnara Ivanova-Fatkulina | Elisabetta Guazzaroni     |
| 1993                                            | Simona Muzzioli          | Mara Calliope             | Natalja Bakanova          |
| 1994                                            | Greta Zocca              | Natalija Juhanjuk         | Simona Grossi             |
| 1995                                            | Marica Berardi           | Nadia Molteni             | Katia Longhin             |
| 1996                                            | Diana Rast               | Greta Zocca               | Gabriella Pregnolato      |
| 1997                                            | Mara Calliope            | Katia Longhin             | Gabriella Pregnolato      |
| 1998                                            | Greta Zocca              | Regina Schleicher         | Katia Longhin             |
| 1999                                            | Zinaida Stahoerskaja     | Giovanna Troldi           | Tanja Hennes-Schmidt      |
| 2000                                            | Greta Zocca              | Natalija Juhanjuk         | Zinaida Stahoerskaja      |
| 2001                                            | Greta Zocca              | Katia Longhin             | Regina Schleicher         |
| 2002                                            | Janildes Fernandes Silva | Giovanna Troldi           | Zinaida Stahoerskaja      |
| 2003                                            | Diana Žiliūtė            | Olga Sljusareva           | Julija Martisova          |
| 2004                                            | Olga Sljusareva          | Valentina Alessio         | Katia Longhin             |
| 2005                                            | Regina Schleicher        | Rochelle Gilmore          | Giorgia Bronzini          |
| 2006                                            | Diana Žiliūtė            | Annalisa Cucinotta        | Olga Sljusareva           |
| 2007                                            | Giorgia Bronzini         | Grete Treier              | Annalisa Cucinotta        |
| 2008                                            | Regina Schleicher        | Rochelle Gilmore          | Giorgia Bronzini          |
| 2009                                            | Giorgia Bronzini         | Julija Martisova          | Alessandra D'Ettorre      |
| 2010                                            | Monia Baccaille          | Giorgia Bronzini          | Alessandra D'Ettorre      |
| 2011                                            | Giorgia Bronzini         | Alona Andruk              | Monia Baccaille           |
| 2012                                            | Noemi Cantele            | Inga Čilvinaitė           | Maria Giulia Confalonieri |
| 2013-2015: niet verreden                        |                          |                           |                           |
| 2016                                            | Marta Bastianelli        | Kimberley Wells           | Arianna Fidanza           |
| 2017                                            | Marta Bastianelli        | Rasa Leleivytė            | Soraya Paladin            |
| 2018                                            | Letizia Paternoster      | Maria Giulia Confalonieri | Rasa Leleivytė            |
| 2019: niet verreden                             |                          |                           |                           |
| 2020-2021: niet verreden vanwege coronapandemie |                          |                           |                           |
| 2022                                            | Silvia Persico           | Chiara Consonni           | Maria Giulia Confalonieri |
| 2023                                            | Silvia Zanardi           | Cristina Tonetti          | Giorgia Bariani           |
| 2024                                            | Chiara Consonni          | Silvia Persico            | Eleonora Gasparrini       |
| 2025                                            | Paula Blasi              | Silvia Milesi             | Sofia Bertizzolo          |

### Meervoudige winnaars
| Overwinningen | Renster               | Jaren                  |
| ------------- | --------------------- | ---------------------- |
| 4             | Greta Zocca           | 1994, 1998, 2000, 2001 |
| 3             | Giorgia Bronzini      | 2007, 2009, 2011       |
| 2             | Elisabetta Guazzaroni | 1989, 1990             |
| 2             | Diana Žiliūtė         | 2003, 2006             |
| 2             | Regina Schleicher     | 2005, 2008             |
| 2             | Marta Bastianelli     | 2016, 2017             |

### Overwinningen per land
| Overwinningen | Land                                                |
| ------------- | --------------------------------------------------- |
| 22            | Italië                                              |
| 2             | Duitsland, Litouwen                                 |
| 1             | Brazilië, Rusland, Spanje, Wit-Rusland, Zwitserland |